# 라프샨 쿨로프
라프샨 쿨로프(타지크어: Равшан Кӯлоб, 페르시아어: باشگاه فوتبال روشن کولاب)는 1965년에 창단된 타지키스탄의 축구 클럽이다. 쿨로프를 연고로 하고 있다. 1965년 당시 FK 안솔 쿨로프라는 이름으로 창단했으며, 2003년 FK 올림프-안솔 쿨로프로 잠시 이름을 바꾼 뒤 2005년 현재의 구단명으로 바꿨다. 현재 구단은 타지키스탄의 최상위 리그인 타지키스탄 프리미어리그에 참가하고 있다.

## 선수 명단

### 현역
- 조지프 아코마디(2023 ~ )
- 예우헨 흐리첸코(2023 ~ )